# کوترووال
کوترووال (به انگلیسی: Kutruwal) یک منطقهٔ مسکونی در پاکستان است که در پنجاب واقع شده‌است. کوترووال ۱۷۲ متر بالاتر از سطح دریا واقع شده‌است.